# Condor (Fernsehserie)
Condor ist eine US-amerikanische Fernsehserie des Senders Audience Network nach James Gradys Bestseller Six Days of the Condor sowie dessen Verfilmung Die drei Tage des Condor von Sydney Pollack. Die Serie besteht bislang aus zwei Staffeln und ist für eine dritte Staffel verlängert worden.

## Handlung
Der junge CIA-Analytiker Joe Turner ist neu im Team des Nachrichtendienstes der CIA. Voller Tatendrang beginnt er in seinem neuen Arbeitsumfeld und gerät dabei in Lebensgefahr. Nachdem alle seine Kollegen von Profikillern ermordet werden, ist er auf sich allein gestellt und versucht herauszufinden, wer hinter diesem Anschlag steckt. Schon bald stellt sich heraus, dass CIA-Agenten für den Anschlag verantwortlich sind. Somit weiß er nicht mehr, wem er überhaupt noch trauen kann.
Zu Beginn der zweiten Staffel reist Turner durch Europa und versucht, sein altes Leben hinter sich zu lassen. In Budapest spricht ihn ein russischer Agent an, der auf der Suche nach politischem Asyl ist, und behauptet, Joes Onkel Bob zu kennen. Er bietet zudem an, die Identität eines russischen Maulwurfes in der CIA zu offenbaren. Als Joe wenig später von Bobs vermeintlichen Selbstmord erfährt, weiß er, dass er der Welt der Spionage nicht entfliehen kann. Er beschließt, den Überläufer in die USA zu bringen, und gerät in ein tödliches Spiel konkurrierender Geheimdienste.

## Besetzung & deutsche Fassung
Studio Hamburg erstellte die deutsche Fassung nach einem Dialogbuch von Thomas Rock. Dialogregie führten Engelbert von Nordhausen und Karin Grüger.
| Figur                 | Darsteller         | Deutscher Sprecher |
| --------------------- | ------------------ | ------------------ |
| Joe Turner            | Max Irons          | Nic Romm           |
| Bob Partridge         | William Hurt       | Jürgen Heinrich    |
| Gabrielle Joubert     | Leem Lubany        | Laura Preiss       |
| Deacon Mailer         | Angel Bonanni      | Thomas Schmuckert  |
| Mae Barber            | Kristen Hager      | Marieke Oeffinger  |
| Martina „Marty“ Frost | Mira Sorvino       | Marion Musiol      |
| Reuel Abbott          | Bob Balaban        | Bernd Vollbrecht   |
| Gordon Piper          | Toby Leonard Moore | Christopher Groß   |

## Entstehung und Veröffentlichung
Die Dreharbeiten erfolgten in Toronto in Kanada.
In Deutschland ist die erste Staffel der Serie erstmals seit 3. Januar 2019, die zweite Staffel seit 3. September 2020 bei MagentaTV abrufbar. Audience kündigte an, seinen Betrieb in seinem bisherigen Format einzustellen. Die zweite Staffel, die zum Zeitpunkt des Ausstiegs bereits gedreht war, wurde am 9. Juni 2020 auf C More und RTÉ2 ausgestrahlt. Im Dezember 2020 wurden die bestehenden zwei Staffeln von Epix übernommen. Epix begann mit der Ausstrahlung der zweiten Staffel am 7. November 2021. Die Serie ist für eine dritte Staffel verlängert worden. Die Nachricht wurde von Epix auf der Winterpressetour 2022 der Television Critics Association präsentiert.

## Episoden

### Staffel 1
| Nr. (ges.) | Nr. (St.) | Deutscher Titel             | Originaltitel                | Erstausstrahlung USA | Deutschsprachige Erstausstrahlung (D) | Regie             | Drehbuch                                    |
| ---------- | --------- | --------------------------- | ---------------------------- | -------------------- | ------------------------------------- | ----------------- | ------------------------------------------- |
| 1          | 1         | Was ist Einsamkeit?         | What Loneliness              | 6. Juni 2018         | 3. Jan. 2019                          | Lawrence Trilling | Todd Katzberg, Jason Smilovic, Ken Robinson |
| 2          | 2         | Die Lösung aller Probleme   | The Solution To All Problems | 13. Juni 2018        | 3. Jan. 2019                          | Lawrence Trilling | Todd Katzberg, Jason Smilovic, Ken Robinson |
| 3          | 3         | Ein guter Patriot           | A Good Patriot               | 20. Juni 2018        | 3. Jan. 2019                          | Lawrence Trilling | Todd Katzberg, Jason Smilovic, Ken Robinson |
| 4          | 4         | Gefangen in der Geschichte  | Trapped In History           | 27. Juni 2018        | 3. Jan. 2019                          | Andrew McCarthy   | Todd Katzberg, Jason Smilovic, Ken Robinson |
| 5          | 5         | Ein Diamant mit Makel       | A Diamond With A Flaw        | 11. Juli 2018        | 3. Jan. 2019                          | Andrew McCarthy   | Todd Katzberg, Jason Smilovic, Ken Robinson |
| 6          | 6         | Keine solche Sache          | No Such Thing                | 18. Juli 2018        | 3. Jan. 2019                          | Kari Skogland     | Todd Katzberg, Jason Smilovic, Ken Robinson |
| 7          | 7         | In einem dunklen Wald       | Within A Dark Wood           | 25. Juli 2018        | 3. Jan. 2019                          | Kari Skogland     | Todd Katzberg, Jason Smilovic, Ken Robinson |
| 8          | 8         | Eine Frage des Kompromisses | A Question Of Compromise     | 1. Aug. 2018         | 3. Jan. 2019                          | Andrew McCarthy   | Todd Katzberg, Jason Smilovic, Ken Robinson |
| 9          | 9         | Tod ist die Ernte           | Death Is The Harvest         | 8. Aug. 2018         | 3. Jan. 2019                          | Jason Smilovic    | Todd Katzberg, Jason Smilovic, Ken Robinson |
| 10         | 10        | Misstrauen blüht auf        | Mistrust Blossoms            | 15. Aug. 2018        | 3. Jan. 2019                          | Jason Smilovic    | Todd Katzberg, Jason Smilovic, Ken Robinson |

### Staffel 2
| Nr. (ges.) | Nr. (St.) | Deutscher Titel                         | Originaltitel                | Erstausstrahlung USA | Deutschsprachige Erstausstrahlung (D) | Regie            | Drehbuch                                     |
| ---------- | --------- | --------------------------------------- | ---------------------------- | -------------------- | ------------------------------------- | ---------------- | -------------------------------------------- |
| 11         | 1         | Exil ist ein Traum                      | Exile Is A Dream             | 9. Juni 2020         | 3. Sep. 2020                          | Andrew McCarthy  | Jason Smilovic, Todd Katzberg                |
| 12         | 2         | Wenn es einem übergeordneten Wohl dient | If It Serves A Greater Good  | 9. Juni 2020         | 3. Sep. 2020                          | Andrew McCarthy  | Michael Oates Palmer                         |
| 13         | 3         | Ein ehemaliger KGB-Mann                 | A Former KGB Man             | 16. Juni 2020        | 3. Sep. 2020                          | Ali Selim        | Daria Polatin                                |
| 14         | 4         | Nicht das, was er glaubt zu sein        | Not What He Thinks He Is     | 23. Juni 2020        | 3. Sep. 2020                          | Ali Selim        | Mac Marshall                                 |
| 15         | 5         | Aus seinem Exil                         | Out Of His Exile             | 30. Juni 2020        | 3. Sep. 2020                          | Alexis Ostrander | Jacob Held                                   |
| 16         | 6         | Ein Aufnahmeangebot                     | An Offer Of Enrollment       | 7. Juli 2020         | 3. Sep. 2020                          | Alexis Ostrander | Jason Smilovic, Todd Katzberg, Rachel Pologe |
| 17         | 7         | Eine Perspektive, nicht die Wahrheit    | A Perspective, Not the Truth | 14. Juli 2020        | 3. Sep. 2020                          | Rachel Leiterman | Jason Smilovic, Todd Katzberg, Amy Suto      |
| 18         | 8         | Der Weg den wir nehmen                  | The Road We Take             | 21. Juli 2020        | 3. Sep. 2020                          | Rachel Leiterman | Jason Smilovic, Todd Katzberg, Dana Polatin  |
| 19         | 9         | Die größte Gefahr                       | The Greatest Hazard          | 28. Juli 2020        | 3. Sep. 2020                          | Jason Smilovic   | Jason Smilovic, Todd Katzberg                |
| 20         | 10        | Nicht zwangsläufig zu verlieren         | Not Necessarily to Lose      | 4. Aug. 2020         | 3. Sep. 2020                          | Jason Smilovic   | Jason Smilovic, Todd Katzberg                |

## Kritiken
„Punktet mit Tempo und prachtvoller Besetzung.“

„Die Pilotfolge macht Lust auf mehr.“

„Solider Verschwörungsthriller modernisiert den Filmklassiker.“